# جو العبر (مدينة مأرب)

تعديل مصدري - تعديل

جو العبر هي إحدى قرى عزلة الاشراف بمديرية مدينة مأرب التابعة لمحافظة مأرب، بلغ تعداد سكانها 188 نسمة حسب تعداد اليمن لعام 2004.